# 渋谷悠
渋谷 悠（しぶや ゆう、1979年5月4日-）は、バイリンガル（日・英）の劇作家・脚本家・映画監督・舞台演出家たまに俳優。日本語と英語の両方で本を書く。劇団牧羊犬主宰。日本初のモノローグ集『穴』やモノローグ集『ハザマ』を出版し、上演料・使用許可不要とするなど、モノローグ（一人芝居）を日本の演劇界・映画界に広める活動にも従事。スクリプトドクター、脚本執筆指導や英語演技指導の講師としても活動する。

## 経歴（略歴）

### 劇作家・脚本家・映画監督・舞台演出家としての主な活動
- 2009年製作、日米共同制作の短編映画『自転車』（脚本・プロデュース）が第66回ベネチア国際映画祭を含む世界23の映画祭で入選・受賞を果たす。[2]
- 2014年に演劇プロデュースユニット「牧羊犬」を旗揚げ。2015年公演『狼少年タチバナ』（作・演出）は、門真国際映画祭2020 舞台映像部門 優秀作品賞等4つの優秀賞を受賞。[3]
- 2014年製作、日米合作映画『千里眼(CICADA)』（脚本・プロデュース）はロサンゼルスアジア太平洋映画祭とグアム国際映画祭でグランプリを受賞。
- 2017年、『パラリンピック･ドキュメンタリーシリーズ WHO I AM シーズン2（ベアトリーチェ・ヴィオ）』（構成）が第46回国際エミー賞にノミネート。[4]
- 2018年製作、短編映画『Repeat After Me』（監督・脚本・主演）は小津安二郎記念蓼科高原映画祭・短編映画コンクール、Inigo Film Festivalでグランプリを受賞。
- 2020年7月、長編オリジナル脚本『ノアの魔法』がNHKサンダンスの推薦作品に選出される。[5]
- 2021年6月、映画『猿楽町で会いましょう』（共同脚本）が全国公開。[6]
- 2021年12月、牧羊犬4年ぶりの再始動公演。6年の構想を経て新作舞台『底なし子の大冒険』（作・演出）を上演。本作の舞台映像英語字幕付き版は、海外の複数の映画祭で受賞。
- 2022年10月には『狼少年タチバナ』を再演。同月、戯曲集『底なし子の大冒険／狼少年タチバナ』出版（論創社）。
- 2023年12月、劇団牧羊犬第6回本公演『夜の初めの数分間～画子とひまわりの場合～』（作・演出）にて、佐藤佐吉賞2023 最優秀脚本賞（渋谷悠）、最優秀主演俳優賞（平体まひろ ）、優秀作品賞、優秀助演俳優賞（井上薫）、優秀舞台美術賞を受賞。
- 2025年1月24日、初の長編監督作である、映画『美晴に傘を』（脚本・監督）がYEBISU GARDEN CINEMA他、全国順次公開。

### その他の活動
- 2018年、著書日本初のモノローグ集『穴』出版（論創社）。39篇のモノローグ台本を収録。[7]
- 2020年6月、著書モノローグ集『穴』を用いたコロナ禍の俳優支援企画が、NHKドキュメンタリー番組『Never Give Up On ENTERTAINMENT』に取り上げられる。[8]
- 日本語と英語の両方で、大学やアクティングスクール等において脚本執筆や演技の指導実績あり。アメリカ・パーデュー大学にて、エッセイ・詩・フィクション執筆を3年間指導、新潟長岡造形大学にて2019年より非常勤講師として脚本執筆指導、等。現在、アクティングスクールのtori studioにて、英語演技クラスを担当[9]。
- YouTube上で、映画の作り方をハイテンションで解説する番組『超映画ワークショップ』の講師も担当。[1]
- 2021年1月、stand.fmで音声配信『渋谷悠のにっちでぼっちな勉強会』スタート。
- ナレーターとしても活動。YouTubeチャンネル『聖書プロジェクト（Bible Project）』（2024年11月現在 チャンネル登録者数 4.76万人）のメインナレーター。[1][10]

## 作品のテーマ・作風
ファンタジックな要素を用いて人間の弱さを慈しむストーリーを作っている。日常のなかの、人間の心の小さな変化、葛藤がテーマであることが多い。著作のモノローグ集『穴』も「書かないと消えそうなもの」をテーマに書いている。「人はこうなれる」という可能性を信じることで、ストーリーを紡いでいる。渋谷作品のテーマは、サンダンス・インスティトゥートのジュラ・ガズダグ氏に「Love and understanding of human weakness（人間の弱さを理解し、慈しむこと）」と評されたこともある。作風はコメディ・シリアス・詩的などさまざまである。

## 生い立ち
東京都八丈島に生まれる。その後は東京都板橋区で育つ。
小学校から高校まで都内のインターナショナルスクールに通う。
学校の演劇で『屋根の裏のバイオリン弾き』に出演したのをきっかけに、俳優を志し、渡米。アメリカ･カリフォルニア州レッドランズ大学にて、演技・脚本分析・舞台美術を学ぶ。担当教師の意向で不条理劇を俳優として演じる中、同意できないメッセージを伝えることに抵抗を覚え、「内容を伝えるスペシャリスト」（演じ手）から「内容を生み出すスペシャリスト」（物書き）への転身を決意。レッドランズ大学で創作文学（creative writing）を専攻し、学士号を取得。
大学の担当教授の薦めで、アメリカ･インディアナ州パーデュー大学院に奨学金で入学し、創作文学の修士号を取得。
大学・大学院時代の作品（詩などの創作文学）は、米文学雑誌Blackbird、Superstition Review、 Black Warrior Review、Margie、Dogwood等に収録されている。
2025年1月公開の映画『美晴に傘を』（監督・脚本）は、渋谷悠が大学院時代に書いた戯曲 ”Selling Umbrellas”がもとになっており、"Selling Umbrellas"はBest of the Fest（パーデュー大学・大学院の全 文学作品を対象にしたコンクールにおけるグランプリ）を受賞し、アメリカの著名な脚本家トニー・クシュナーにも注目された。

## モノローグ
渋谷は、モノローグを広めている。
モノローグとは、1人の俳優のみで演じられる劇。演劇や映画などにおいて一人で喋る台詞、いわゆる一人芝居のことである。
モノローグは、CGやカメラの前での演技など、対象が目の前にいないケースでの演技を養うためのツールとして、世界的には、俳優が基礎として学ぶべきものであり、俳優ならできて当たり前のものとされている。オーディションなどで持ち前のモノローグを演ずるよう求められることもよくある。また、複数の役者を必要とせず、俳優が自分一人でも演技の訓練ができるテキストとして、欧米諸国では数多くのモノローグ本が出版され活用されている。
渋谷は、帰国後、日本でモノローグがほとんど普及していない状況を目の当たりにし、日本の俳優の演技レベルをあげるためにも、日本の映画界・演劇界にモノローグを浸透させることを決意。
2022年8月現在、100本近くのモノローグを執筆。モノローグのセミナー講師をするなどの活動も展開している。
渋谷のモノローグ作品は「コロナ禍でも俳優が演技を使って稼げる仕組み」としてNHKにも注目され、NHKドキュメンタリー番組『Never Give Up On ENTERTAINMENT 〜あきらめない人々の物語〜』でも特集された。

### モノローグ執筆
2018年、日本発のモノローグ集『穴』を論創社より出版。『穴』には女優モノローグ19篇、俳優モノローグ20篇の計39篇のモノローグ台本が収録されている。
2022年8月、モノローグ集第二弾となるモノローグ集『ハザマ』2022年8月末に論創社より出版。『ハザマ』には、『穴』に収録されている作品と同様の4分～8分で起承転結するモノローグ台本39本の他、SNSの動画投稿やオーディション時の宣材などとして使える2分程度のモノローグ台本16本も収録されている。
渋谷悠によるモノローグ台本は全て「日本の演劇界・映画界にモノローグを広める」というビジョンのもと、渋谷に対する使用許可・上演料は不要としている。
また、同じビジョンのもと、2022年8月現在、44篇のモノローグ台本が、インターネット上で無料公開されている（『穴』より20篇、『ハザマ』より20篇等）。

## 作品一覧・受賞歴

### 著書
- 2022 戯曲集『底なし子の大冒険／狼少年タチバナ』（論創社）
- 2022 モノローグ集『ハザマ』（論創社）
- 2018 モノローグ集『穴』（論創社）

### 舞台
- 2023 劇団牧羊犬第6回本公演『夜の初めの数分間～画子とひまわりの場合～』（作・演出）- 佐藤佐吉賞2023 最優秀脚本賞（渋谷悠）、最優秀主演俳優賞（平体まひろ ）、優秀作品賞、優秀助演俳優賞（井上薫）、優秀舞台美術賞を受賞
- 2022 劇団牧羊犬第5回本公演『狼少年タチバナ』（作・演出）[27]
- 2021 牧羊犬第4回本公演『底なし子の大冒険』（作・演出）- 舞台映像が海外映画祭で以下の通り受賞。10th Logcinema Theatre on Films (Buenos Aires, Argentina) Official Selection/EdiPlay International Film Festival (France) Best Drama Award/Luleå International Film Festival (Sweden) Semifinalist/Swedish International Film Festival (Sweden) Best Stage Play Award Winner/Lift-Off Filmmaker Sessions Official Selection/Student Live Film Festival (Paris, France) Official Selection/Rome Prisma Awards (Rome, Italy) Nominated for Best Feature Film/Cinema of the World International Film Festival(New Delhi, India) Honorable Mention/Las Vegas International Film & Screenwriting Festival (Las Vegas, United States) Official Selection/Birsamunda International Film Awards (India) Best Actress & Best Stage Play/ International World Film Awards (Cambridge, United Kingdom) Official Selection/ Out of The Can International Film Festival (London, United Kingdom) Finalist/ Great Message International Film Festival (Mumbai, India) Best Direction/ Spain Film Connect (Spain) Finalist/ Chhatrapati SHIVAJI International Film Festival (Pune, India) Official Selection
- 2019 インパルス堤下敦プロデュース舞台『愛害〜12の本性〜』（共同脚本・演出）
- 2019 舞台『FOLEY TALE』（作・演出）
- 2017 牧羊犬第3回本公演『ガラスの怪物』（作・演出）
- 2015  牧羊犬第2回本公演『狼少年タチバナ』（作・演出）- 舞台映像が門真国際映画祭2020 舞台映像部門 優秀作品賞、優秀主演男優賞、優秀助演男優賞、優秀助演女優賞 受賞
- 2015  牧羊犬Black Box#1『Visual Poetry』（作・演出）
- 2014  牧羊犬旗揚げ公演『國富家の三姉妹』（作・演出）
- 2013  女優モノローグ劇『穴』（作・演出）
- 2010  舞台『異次元サンセット』（作）

### 映画
- 2024 映画『美晴に傘を』（監督・脚本） - 渋谷悠の初の長編監督作。2025年1月24日 YEBISU GARDEN CINEMA他全国順次公開。
- 2022 映画『死体の人』（共同脚本） - 第3回未完成映画予告編大賞 MI-CAN グランプリ受賞
- 2019 映画『猿楽町で会いましょう』（共同脚本） - 第2回未完成映画予告編大賞 MI-CAN グランプリ受賞
- 2014  映画『千里眼(CICADA)』（脚本・プロデュース）- ロサンゼルスアジア太平洋映画祭 グランプリ／グアム国際映画祭 グランプリ＆最優秀俳優賞 ／ハートランド映画祭 長編部門賞 ／Philadelphia Asian American Film Festival 観客賞 ／カタリナ映画祭 Award of Merit／  パンパシフィック映画祭 グランプリ、最優秀監督賞、最優秀演技賞／ ロードアイランド国際映画祭 ／カオシュン映画祭 ／ニューポートビーチ映画祭入選 ／CAAM FEST入選／ サンディエゴ・アジアン映画祭入選 ／South Taiwan Film Festival入選 ／オースティン・アジアン・アメリカン映画祭入選
- 2009  『群青 愛が沈んだ海の色』（共同脚本） -長澤まさみ主演、20世紀FOX配給

### 短編映画
- 2022 映画『お姉ちゃんのダメ出し』（監督・脚本）-第1回沖縄NICE映画祭 脚本賞受賞
- 2021 モノローグ群像劇映画 『いたずらのパレード』（監督・脚本）[28] -第6回岩槻映画祭入選
- 2020 短編映画『クラウンの葬式』（共同監督・脚本）- Toronto Lift-Off Film Festival Official Selection 2023(Canada)/Pune Short Film Festival Official Selection 2023 (India)/Short Film Factory Award Winner 2022(Romania)/Amarcort Film Festival Final Selection 2022(Italy)/WILD sound FEEDBACK Film and Screenplay Festival Best Cinematography 2022(Canada)/ SHORT to the Point Official Selection 2022(Romania)/Paris Short Film Festival Official Selection 2022(France)/Cannes World Film Festival Final Selection 2022(France)/パルマ短編映画際PJISFF  ナオミント賞（審査員特別賞)2022/第五回おおいた自主映画祭OIFF 最優秀男優賞 2021/第4回いぶすき映画祭 Official Selection 2021/夜空と森の映画祭 Official Selection 2021/神保町TKFFC  Final Selection 2021
- 2020 短編リモートフィルム『君よ負けるな！』（監督・脚本）[29]- 第16回 札幌国際短編映画祭 コロナ-COVID-19 プログラム 入選
- 2019 短編映画『ルーツ』（監督・共同脚本） - 映文連アワード2019 パーソナル・コミュニケーション部門優秀賞／沖縄国際映画祭 プレミア／札幌国際短編映画祭 入選／日本芸術センター映像グランプリ 入選／あわら湯けむり映画祭 入選／Kisssh-Kissssssh映画祭 入選／福井駅前短編映画祭 入選／Seisho Cinema Fes 入選
- 2018 短編映画『Just One Look』（監督・共同脚本）- 札幌国際短編映画祭 北海道セレクション／London X4 Seasonal Short Film Festival スペシャルメンション／7th Art Festival of Miami 入選

- 2018 短編映画『Repeat After Me』（監督・脚本・主演）- 小津安二郎記念蓼科高原映画祭 グランプリ／Inigo Film Festival グランプリ／ミスティムーン国際映画祭 The Fenella Fielding OBE Award（イギリス）／ きりゅうアワード2018 観客賞／映文連アワード2018 パーソナル部門優秀賞／SHORT to the Point 入選（ルーマニア）／スウィンドン・インディペンデント映画祭 セミファイナリスト（イギリス）／マコプロジェクト映画祭 入選（ニューヨーク）／バナラス映画祭 入選（インド）／ビジョーニ・コルテ国際短編映画祭 ファイナリスト（イタリア）／ウッデンゲート国際映画祭（ルーマニア）／那須ショートフィルムフェスティバル 入選／西東京市民映画祭 入選／ウォーターフォード映画祭 入選（アイルランド）／福井駅前短編映画祭 入選 ／Directors Circle Festival of Shorts 入選／Dam Short Film Festival 入選／鶴川ショートムービーコンテスト 入選／大府ショートフィルムフェスティバル 入選／Seisho Cinema Fes 入選／小布施短編映画祭 オフィシャルセレクション
- 2018 短編映画『獅子の道しるべ』（共同脚本）- 映文連アワード2019部門優秀賞／ふるさと石岡映像コンテスト 最優秀作品／神戸インディペンデント映画祭入選／日本芸術センター映像グランプリ入選

- 2016 短編映画『殺人ログ』（監督・脚本・主演）- お茶の水クリエーター祭り 入選 ／裏神保町映画祭リターンズ 入選 ／映画少年短編映画祭 入選 ／第12回札幌国際短編映画祭ジャパン・パノラマ 入選
- 2015  短編映画『100年の謝罪』（脚本・監督・プロデュース）- ミラノ国際映画祭最優秀短編ノミネート／第10回札幌国際短編映画祭 審査員特別賞／映文連アワード パーソナル部門優秀賞／第15回ダラスアジアン映画祭 最優秀短編ドラマ賞／第58回ロチェスター国際映画祭 Best of the Fest賞／第25回アリゾナ国際映画祭 Jury Award for Creative Achievement賞／モンテルーポ・フィオレンティーノ国際映画祭 最優秀短編賞／日本セルビア映画祭 大賞ノミネート／第15回西東京市民映画祭 シネマ倶楽部特別賞／第11回小田原映画祭 審査員特別賞／ゆうばり国際ファンタスティック映画祭 入選／ニューヨーク州国際映画祭 入選／エスペランサ映画祭 入選／第10回バリ国際映画祭 入選／カルガリー国際映画祭 入選／第3回新人監督映画祭 入選／第2回神保町映画祭 入選／横濱インディペンデント・フィルム・フェスティバル 入選／Best Short Films Fes 2016 入選／湖畔の映画祭 入選
- 2014  モキュメンタリー 『THE MAKING OF』（監督・脚本・撮影・編集・出演）[30]
- 2014  短編映画『PAPER CRANE』（監督・脚本）- 札幌国際短編映画祭オフシアター／那須国際映画祭入選／Social Justice Film Festival 最優秀ストーリー賞受賞
- 2013  短編映画『始まりの試験』（監督・脚本）- ひめじ国際短篇映画祭 スポンサー賞受賞／札幌国際短編映画祭オフシアター／International Film Festival of Cinematic Arts／はままつ映画祭入選
- 2013  短編映画『conversation(s)』（脚本）- 札幌国際短篇映画祭 最優秀脚本賞スペシャルメンション
- 2013  短編映画『サムライオペラ』（英語歌詞・歌唱指導）- スカパー！鬼がシネマinゆうばり 最優秀作品賞受賞／TOKYO月イチ映画祭vol.12 グランプリ
- 2011  短編映画『干し柿』（脚本・プロデュース）- クレルモン=フェラン国際短篇映画祭入選／ロードアイランド国際映画祭入選／ハートランド映画祭入選／ニューポートビーチ映画祭入選／アスペン短編映画祭入選／シュターツデンバー映画祭入選／サバンナ映画祭入選／Secret City映画祭入選／テメキュラバレー国際映画祭入選

- 2009  短編映画『自転車』（脚本・プロデュース）- 第66回ベネチア国際映画祭入選／札幌国際短編映画祭 グランプリ、最優秀主演男優賞、最優秀撮影賞、最優秀音楽賞／ブリュッセル短編映画祭（ベルギー）／Young Jury Award／ハートランド映画祭 Vision Award／ロサンゼルスアジア太平洋映画祭 最優秀短編賞／イマーゴ・フィルムフェスティバル グランプリ／ウィンドソン映画祭 最優秀ドラマ賞／BEAメディア・アート祭 グランプリ／クレルモンフェラン短編映画祭（フランス）／アテネ国際映画祭（ギリシャ）／  列島映画祭（イタリア・ローマ） ／カルガリー国際映画祭（カナダ） ／Images That Matter映画祭 (エチオピア) ／エスプレシオン国際短編映画祭（メキシコ）／ FATフィルムフェスト（イタリア） ／Lausanne’s Short Film Night（スイス）／ハワイ国際映画祭／ ロードアイランド国際映画祭 ／シュターツデンバー国際映画祭 ／セドナ国際映画祭 ／デイビス映画祭 ／フロリダ映画祭 ／ペタルマ映画祭 ／メソッド·フェスト映画祭 ／ニューポートビーチ映画祭 ／ロサンゼルスショートフェス ／自転車映画祭 ／タレント1メディア映画祭 ／パームスプリングス国際ショートフェスト

### テレビ
- 2017 WOWWOW『パラリンピック･ドキュメンタリーシリーズ WHO I AM シーズン2（ベアトリーチェ・ヴィオ）』（構成）- 第46回国際エミー賞 ドキュメンタリー部門ノミネート ／日本民間放送連盟賞 特別表彰部門優秀賞 ／アジア・太平洋放送連合 金賞
- 2012  NHKドラマ『石坂線物語・豆腐の味』（脚本）